# Burhan Sargın
Burhan Sargın (ur. 11 lutego 1929 w Ankarze, zm. 15 września 2023) – piłkarz turecki grający na pozycji napastnika. W swojej karierze rozegrał 8 meczów w reprezentacji Turcji i strzelił w niej 7 goli.

## Kariera klubowa
Karierę piłkarską Sargun rozpoczął w klubie Hacettepe SK. Grał w nim do 1951 roku i wtedy też przeszedł do Fenerbahçe SK ze Stambułu. Grał w nim w rozgrywkach Istanbul Lig. W 1953 roku wygrał z Fenerbahçe te rozgrywki. W 1956 roku odszedł do innego klubu z Ligi Stambułu, Adalet Spor Kulübü, a w 1960 roku wrócił do Fenerbahçe i w 1961 wywalczył z nim mistrzostwo Turcji. Po tym sukcesie zakończył karierę.

## Kariera reprezentacyjna
W reprezentacji Turcji Sargun zadebiutował 25 maja 1953 roku w wygranym 2:1 towarzyskim meczu ze Szwajcarią. W 1954 roku został powołany do kadry na mistrzostwa świata w Szwajcarii. Rozegrał na nich dwa mecz: z RFN (1:4) i z Koreą Południową (7:0), w którym strzelił 3 gole. Od 1953 do 1954 roku rozegrał w kadrze narodowej 8 meczów i strzelił w nich 7 goli.
| Mecze i gole w reprezentacji | Mecze i gole w reprezentacji | Mecze i gole w reprezentacji | Mecze i gole w reprezentacji | Mecze i gole w reprezentacji | Mecze i gole w reprezentacji | Mecze i gole w reprezentacji |
| #                            | Data                         | Stadion                      | Rywal                        | Wynik                        | Gol                          | Rozgrywki                    |
| 1953                         | 1953                         | 1953                         | 1953                         | 1953                         | 1953                         | 1953                         |
| ---------------------------- | ---------------------------- | ---------------------------- | ---------------------------- | ---------------------------- | ---------------------------- | ---------------------------- |
| 1.                           | 25.05.1953                   | Berno, Szwajcaria            | Szwajcaria                   | 2:1                          | 0                            | towarzyski                   |
| 2.                           | 05.06.1953                   | Stambuł, Turcja              | Jugosławia                   | 2:2                          | 1                            | towarzyski                   |
| 1954                         |                              |                              |                              |                              |                              |                              |
| 3.                           | 06.01.1954                   | Madryt, Hiszpania            | Hiszpania                    | 1:4                          | 0                            | el. MŚ 1954                  |
| 4.                           | 14.03.1954                   | Stambuł, Turcja              | Hiszpania                    | 1:0                          | 1                            | el. MŚ 1954                  |
| 5.                           | 17.03.1954                   | Rzym, Włochy                 | Hiszpania                    | 2:2                          | 1                            | el. MŚ 1954                  |
| 6.                           | 17.06.1954                   | Berno, Szwajcaria            | RFN                          | 1:4                          | 0                            | MŚ 1954                      |
| 7.                           | 20.06.1954                   | Genewa, Szwajcaria           | Korea Południowa             | 7:0                          | 3                            | MŚ 1954                      |
| 8.                           | 17.10.1954                   | Sarajewo, Jugosławia         | Jugosławia                   | 1:5                          | 1                            | towarzyski                   |